# Macal (rivier)
De Macal is een rivier in het district Cayo van Belize. De rivier stroomt onder andere langs de Maya-ruïnes van Cahal Pech en de Belize Botanic Gardens. Ten oosten van San Ignacio voegt de Macal zich samen met de Mopan. Vanaf hier stroomt de rivier onder de naam Belize verder naar de Caraïbische Zee.